# گدیز (داکوتای جنوبی)
گدیز(به انگلیسی: Geddes) شهری در ایالت داکوتای جنوبی کشور ایالات متحده آمریکا است که جمعیت آن در سرشماری سال ۲۰۱۰ میلادی، ۲۰۸ نفر بوده‌است.